# Cornelia Lister
Cornelia Lister (nació el 26 de mayo de 1994) es una jugadora sueca profesional de tenis.
Lister ha ganado un título de individual y 25 títulos de dobles en el circuito de la ITF. El 3 de febrero de 2020, alcanzó el puesto No. 72 en el ranking de dobles.

## Títulos WTA (1; 0+1)

### Dobles (1)
| Leyenda                    |
| Grand Slam (0)             |
| Juegos Olímpicos (0)       |
| WTA Tour Championships (0) |
| Premier Mandatory (0)      |
| Premier 5 (0)              |
| Premier (0)                |
| International (1)          |

| N.º | Fecha               | Torneo  | Superficie    | Pareja          | Oponentes en la final          | Resultado   |
| --- | ------------------- | ------- | ------------- | --------------- | ------------------------------ | ----------- |
| 1.  | 27 de julio de 2019 | Palermo | Tierra batida | Renata Voráčová | Ekaterine Gorgodze Arantxa Rus | 7-6(2), 6-2 |

## Títulos WTA 125s

### Dobles (0–2)
| Resultado | Fecha               | Torneos     | Superficie | Pareja          | Oponentes                      | Resultado           |
| --------- | ------------------- | ----------- | ---------- | --------------- | ------------------------------ | ------------------- |
| Finalista | 15 de marzo de 2019 | Guadalajara | Dura       | Renata Voráčová | María Sánchez Fanny Stollár    | 5–7, 1–6            |
| Finalista | 8 de junio de 2019  | Bol         | Dura       | Renata Voráčová | Timea Bacsinszky Mandy Minella | 6–0, 6–7(3), [4–10] |